# Colostygia hercegovinensis
Colostygia hercegovinensis är en fjärilsart som beskrevs av Hans Rebel 1901. Colostygia hercegovinensis ingår i släktet Colostygia och familjen mätare. Inga underarter finns listade i Catalogue of Life.